# Liste der Staatsstraßen in Sachsen bis zur S 199

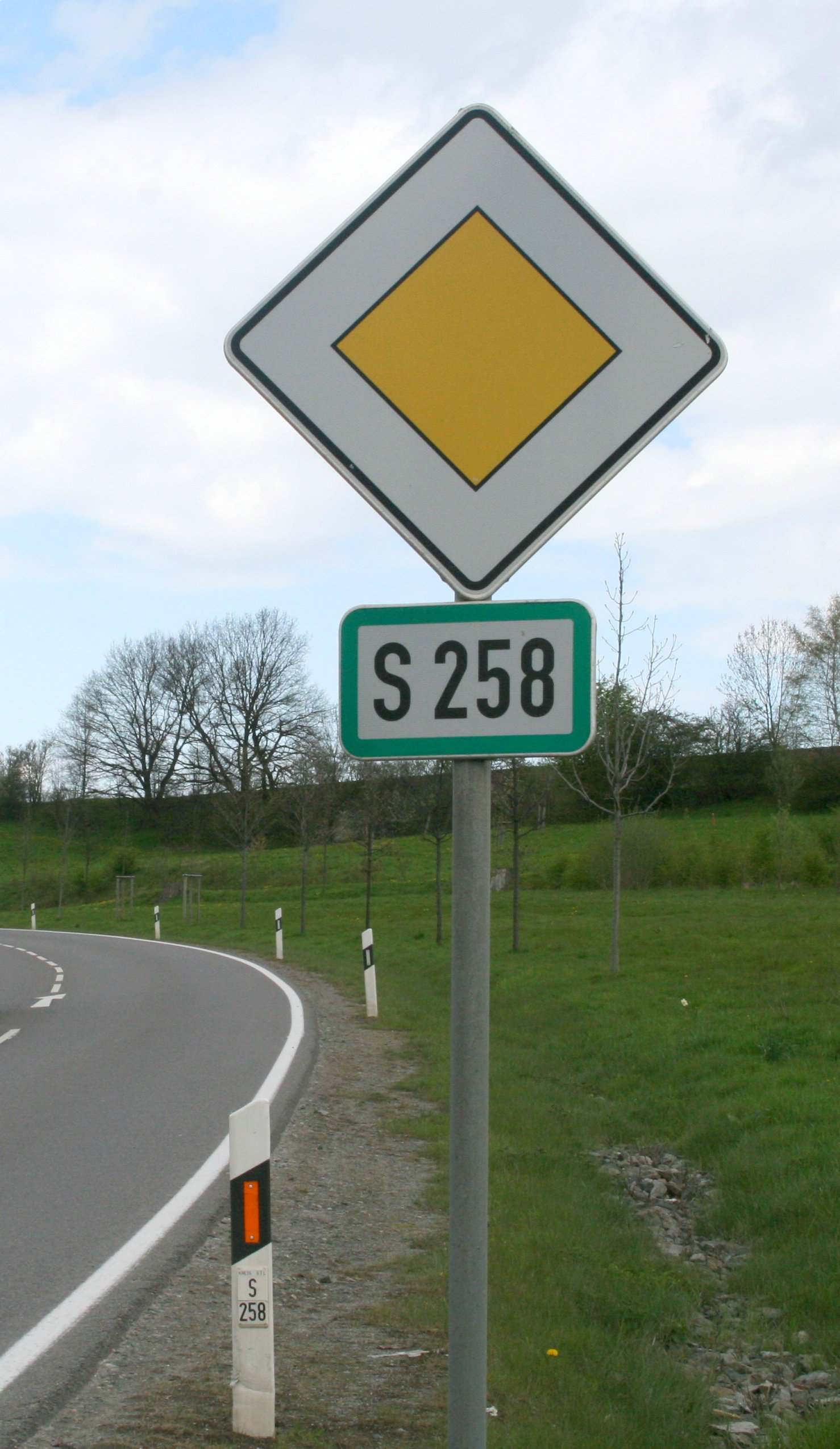
Ausschilderung der S 258

Diese Auflistung stellt die Staatsstraßen in Sachsen (kurz S) dar. Sie zeigt auch deren Verlauf in diesem Land.

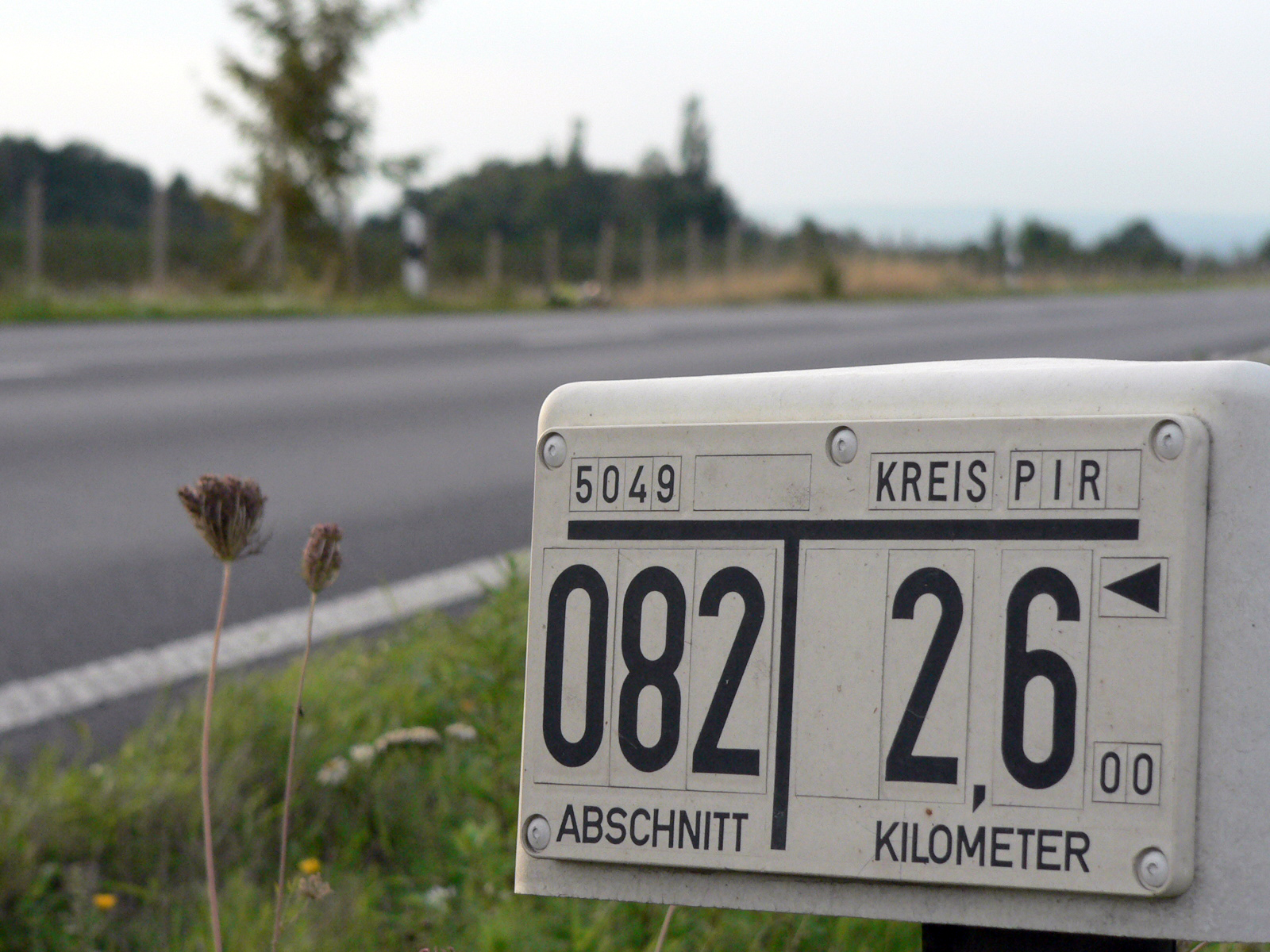
Stationszeichen in Sachsen

Die Gesamtlänge der sächsischen Staatsstraßen umfasst 4.753 Kilometer. Die Rechtsstellung der Staatsstraßen wird durch das Sächsische Straßengesetz vom 21. Januar 1993 geregelt.
Der Begriff Staatsstraße wird nur in den deutschen Ländern Freistaat Sachsen und Freistaat Bayern (dort mit der Abkürzung St) verwendet. In den anderen deutschen Ländern heißen die entsprechenden Straßen Landesstraße.
Die Gesamtliste ist zweigeteilt:
- Liste von der S 1 bis S 199
- Liste ab der S 200

## Liste
Siehe auch: Kategorie:Staatsstraße in Sachsen – für eine Liste aller vorhandenen Artikel zu einzelnen Staatsstraßen in Sachsen
Der Straßenverlauf wird in der Regel von Nord nach Süd und von West nach Ost angegeben.

| Nr     | Verlauf |
| ------ | --- |
| S 1a   | (L 165 in Sachsen-Anhalt) – Landesgrenze – Wiedemar – S 2 – – Grebehna – S 8 – Radefeld – Lindenthal – in Leipzig |
| S 2a   | (L 169 in Sachsen-Anhalt) – Landesgrenze – Rabutz – Wiesenena – Wiedemar – S 1 – – Zwochau – Lissa – Quering – S 4 – |
| S 4a   | (L 166 in Sachsen-Anhalt) – Landesgrenze – Doberstau – Kyhna – S 2 – … – Delitzsch Ost – Mocherwitz – S 7 – Krostitz – Kospa – in Eilenburg |
| S 7a   | – Zschortau – Biesen – Kreuma – S 4 in Mocherwitz |
| S 8a   | (L 170 in Sachsen-Anhalt) – Landesgrenze – Wehlitz – – … – in Schkeuditz – – … – in Leipzig – S 8a – S 1 – Radefeld – Hayna – Wolteritz – Lemsel – in Brodenaundorf |
| S 8a   | – Flughafen Leipzig/Halle – – S 8 |
| S 11a  | (L 128 in Sachsen-Anhalt) – Landesgrenze – Bad Düben – / – Pristäblich – Laußig – Eilenburg-Ost – – S 19 – Thallwitz – Nischwitz – S 19 – Wurzen – Oelschütz – Nitzschka – S 47 – Neichen – Nerchau – Schmorditz – Golzern – Dorna – S 38 – Grimma – 107a – Großbardau – Kleinbardau – Etzoldshain – S 49 – Bad Lausick – – S 48 – Flößberg – S 242 – Nenkersdorf – S 51 in Frohburg                                                                                                 |
| S 12a  | (L 139 in Sachsen-Anhalt) – Landesgrenze – Löbnitz – Roitzschjora – Tiefensee – Schnaditz – / |
| S 16a  | (L 113 in Sachsen-Anhalt) – Landesgrenze – Elbe () – Dommitzsch – Trossin – Roitzsch – Wildenhain – Mockrehna – Audenhain – S 20 – Probsthain – Schildau – S 23 – S 24 in Sitzenroda |
| S 17a  | (L 113 in Sachsen-Anhalt) – Landesgrenze – Schahmühle – in Neumühle |
| S 19a  | S 11 in Eilenburg-Ost – Böhlitz – Wurzen – S 11 |
| S 20a  | S 16 in Audenhain – Schöna – Röcknitz – Kleinzschepa – Lüptitz – S 23 |
| S 21a  | (L 66 in Brandenburg) – Landesgrenze – Elbbrücke Mühlberg – Landesgrenze – (L 66 in Brandenburg) |
| S 22a  | in Döbrichau – Landesgrenze – (L 60 in Brandenburg) |
| S 23a  | in Wurzen – S 20 – Zschorna – Falkenhain – Schilderhain – Schildau – S 16 – Staupitz – S 24 in Pflückuff |
| S 24a  | – Pflückuff – S 23 – Beckwitz – Sitzenroda – S 16 – Schmannewitz – Dahlen – S 27 – Luppa – Wermsdorf – S 42 – S 38 |
| S 25a  | (L 114 in Sachsen-Anhalt) – Landesgrenze – Großtreben – Dautzschen – Rosenfeld – Zwethau – – Beilrode – Triestewitz – Arzberg – Kaucklitz – Packisch – Stehla – Landesgrenze – (L 661 in Brandenburg) |
| S 27a  | S 24 in Dahlen – S 29 – Lampertswalde – S 30 – Sörnewitz – Cavertitz – Laas – Sahlassan – in Strehla |
| S 28a  | in Oschatz – S 31 – Kleinragewitz – Bornitz – Canitz – Merzdorf – in Riesa |
| S 29a  | S 27 in Dahlen – Großböhla – Neuböhla – |
| S 30a  | in Belgern – Neußen – Kaisa – Bockwitz – Olganitz – Schöna – S 27 – Sörnewitz – Lampertswalde – Leisnitz – Wellerswalde – Merkwitz – Zschöllau – Oschatz – – S 38 – S 28 – S 31 – Zöschau – S 33 – in Salbitz |
| S 31a  | in Strehla – Borna – S 28 – Kleinragewitz – Lonnewitz – S 30 – Naundorf – Schweta – Mügeln – S 35 – S 41 – Paschkowitz – Neusornzig – Kleinpelsen – Bockelwitz – Zennewitz – Polkenberg – S 34 / S 36 |
| S 32a  | S 201 in Oberrossau – Ehrenberg – Kriebethal – Waldheim – S 36 – Gebersbach – Knobelsdorf – – Neudorf – Döbeln – S 34 – – Pommlitz – Simselwitz – Schallhausen – Dürrweitzschen – S 35 – Meila – Churschütz – Petzschwitz – Lommatzsch – S 85 – Piskowitz – Schieritz – in Zehren |
| S 33a  | S 30 – Stauchitz – |
| S 34a  | S 31 / S 36 – Fischendorf – Zollschwitz – Naundorf – Großweitzschen – Zschepplitz – Döbeln – – S 32 – Neugreußnig – Niederstriegis – Roßwein – S 39 – Etzdorf – S 36 – Schmalbach – Pappendorf – Kaltofen – Hainichen – S 201 |
| S 35a  | Mügeln – S 31 – Schlagwitz – Döhlen – Obersteina – Oberlützschera – Niederlützschera – Wutzschwitz – – Ostrau – Glaucha – Schweimnitz – S 32 in Meila – S 32 – Geleitshäuser – Lüttewitz – B 175 in Priesen (Gestrichenes abgestuft K 7523 bis Kreisgrenze bei Priesen, K 8023 in Priesen) |
| S 36a  | S 38 – Ragewitz – Zschoppach – S 37 – Zschockau – S 31 / S 34 – S 44 in Leisnig – Minkwitz – Queckhain – am Harthaer Kreuz – S 32 in Waldheim – Massanei – Reichenbach – Etzdorf – S 34 – Niedermarbach – Nossen – – Niedereula – Obereula – Deutschenbora – S 83 – Tanneberg – S 196 – Limbach – Birkenhain – Wilsdruff – S 192 – S 177 – – Kesselsdorf – Wurgwitz – Zauckerode – Freital – S 194 – Deuben – Niederhäslich – Possendorf – S 170 – Kleincarsdorf – S 183 in Kreischa |
| S 37a  | S 36 in Zschoppach – Draschwitz – Ablaß – Querbitzsch – Poppitz – Nebitzschen – S 41 in Mügeln |
| S 38a  | in Leipzig – – S 242 – Großpösna – S 43 – Threna – Köhra – Pomßen – S 49 – Grethen – S 45 – S 47 – Grimma – S 11 – Neu-Neunitz – Neunitz – Grechwitz – Bröhsen – Pöhsig – S 36 – – Prösitz – Mutzschen – Göttwitz – Wermsdorf – S 24 – Mahlis – S 41 – Lampersdorf – in Oschatz |
| S 39a  | – Naußlitz – Haßlau – S 34 in Roßwein |
| S 40a  | S 88 in Nünchritz – Zschaiten – Weißig – Skassa – Großraschütz – in Zschieschen |
| S 41a  | S 38 – Berntitz – Crellenhain – Mügeln – S 37 – S 31 – Gaudlitz – Zävertitz – Gallschütz – Bennewitz – Zaschwitz – S 34 |
| S 42a  | in Kühren – Streuben – Sachsendorf – S 24 in Wermsdorf |
| S 43a  | – Gerichshain – S 45 – Brandis – Waldsteinberg – Naunhof – S 46 – S 38 |
| S 44a  | in Geithain – Mark Ottenhain – S 49 – Leupahn – Hohnbach – Colditz – Commichau – Skoplau – Brösen – S 36 in Leisnig |
| S 45a  | S 43 – Brandis – Polenz – Ammelshain – Klinga – S 49 – S 46 – Großsteinberg – S 38 in Grethen |
| S 46a  | – Großzschocher – S 76 – Markkleeberg – S 72 – – Wachau – S 38 – S 78 in Liebertwolkwitz – Großpösna – Fuchshain – S 43 – Naunhof – Großsteinberg am See – S 49 – S 45 in Großsteinberg (Gestrichenes abgestuft zu K 6522, K 8363 und K 8371) |
| S 47a  | in Kühren – Burkartshain – Pyrna – Neichen – S 11 – Trebsen/Mulde – Seelingstädt – Beiersdorf – S 38 in Grethen |
| S 48a  | S 242 – Thierbach – Kitzscher – S 50 – Beucha – Wüstungsstein – in Bad Lausick |
| S 49a  | S 45 – Großsteinberg am See – K 8371 – Pomßen – S 38 – Otterwisch – S 50 – Lauterbach – S 11 – Bad Lausick – Buchheim – Ebersbach – Altottenhain – S 44 – in Königsfeld |
| S 50a  | S 49 in Otterwisch – Stockheim – Kitzscher – S 48 – Dittmannsdorf – – … – in Borna – Deutzen – Ramsdorf – Landesgrenze – (L 1350 in Thüringen) |
| S 51a  | – Zedlitz – Neukirchen – Bubendorf – Frohburg – – S 53 – Dolsenhain – S 52 – Altmörbitz – Pflug – Landesgrenze – (L 3095 in Thüringen) – Landesgrenze – Langenleuba-Oberhain – / S 57 |
| S 52a  | S 51 – Landesgrenze – (L 2460 in Thüringen) – Landesgrenze – Abschnitt ohne Abzweig einer klassifizierten Straße – Landesgrenze – (L 2460 in Thüringen) |
| S 53a  | (L 1353 in Thüringen) – Landesgrenze – Dolsenhain – S 51 |
| S 54a  | (L 1354 in Thüringen) – Landesgrenze – Gosel – Frankenhausen – S 289 in Crimmitschau |
| S 55a  | S 109 – Weigersdorf – Ober Prauske – Gebelzig – Weißenberg – S 111 |
| S 56a  | in Laußnitz – Höckendorf – Großnaundorf – Mittelbach – Pulsnitz – S 95 – Ohorn – Bretnig-Hauswalde – S 158 – Frankenthal – in Bischofswerda |
| S 57a  | (L 1357 in Thüringen) – Landesgrenze – Niedersteinbach – Wernsdorf – – S 51 – Penig – Tauscha – S 241 |
| S 58a  | S 96 in Bärnsdorf – – S 59 in Weixdorf |
| S 59a  | / in Hermsdorf – Weixdorf – S 58 – Klotzsche – S 180 – |
| S 61a  | in Audigast – Schnaudertrebnitz – Groitzsch – S 65 – Großpriesligk – Nöthnitz – Methewitz – Michelwitz – Maltitz – Landesgrenze – (L 1361 in Thüringen) |
| S 65a  | in Groitzsch – Altengroitzsch – Saasdorf – Gatzen – Löbnitz-Bennewitz – Kleinprießligk – Auligk – Landesgrenze – (L 193 in Sachsen-Anhalt) |
| S 68a  | in Löbschütz – Döhlen – Wiederau – Großstorkwitz – Maschwitz – Carsdorf – Pegau – |
| S 71a  | – Lippendorf – |
| S 72a  | S 46 in Markkleeberg – Gaschwitz – Großdeuben – Probstdeuben – K 7934/ – Böhlen – Rötha – B 95 (Gestrichenes abgestuft zur K 7934) |
| S 73a  | – Übigau – Friedrichstadt – |
| S 74a  | (L 187 in Sachsen-Anhalt) – Landesgrenze – |
| S 75a  | S 46 in Großzschocher – Knautkleeberg – Knauthain – Knautnaundorf – – Kleinschkorlopp – S 76 – Kitzen – Eisdorf – Landesgrenze – (L 184 in Sachsen-Anhalt) |
| S 76a  | – Döhlen – Thronitz – Schkölen – Räpitz – Schkeitbar – Großschkorlopp – S 75 in Kleinschkorlopp |
| S 77a  | (L 186 in Sachsen-Anhalt) – Landesgrenze – Kleinlehna – in Markranstädt |
| S 78a  | – Althen – Engelsdorf – Baalsdorf – Holzhausen – S 46 in Liebertwolkwitz |
| S 80a  | in Meißen – Niederau – Weinböhla – S 84 – Auer – S 81 – Moritzburg – S 179 – Wildgehege Moritzburg – Berbisdorf – S 96 – S 177 in Radeburg |
| S 81a  | in Großenhain – S 292 – Zschauitz – Lenz – Großdobritz – Buschhaus – S 177 – Auer – S 80 – Dippelsdorf – S 179 – Boxdorf – Rähnitz – / |
| S 82a  | S 177 in Meißen – Sörnewitz – Brockwitz – Coswig – S 84 – Radebeul – in Dresden-Neustadt |
| S 83a  | S 177 in Meißen – Triebischtal – Garsebach – Robschütz – Roitzschen – Miltitz – Munzig – Rothschönberg – S 36 in Deutschenbora |
| S 84a  | S 80 in Weinböhla – S 82 in Radebeul – … – Radebeul – in Niederwartha |
| S 85a  | in Mehltheuer Bahnhof – Scheerau – Lommatzsch – S 86 – S 32 – Mertitz – Mettelwitz – Raßlitz – Leippen – Schänitz – |
| S 86a  | in Stauchitz – Dösitz – Wilschwitz – Staucha – Altsattel – Altlommatzsch – S 85 in Lommatzsch |
| S 87a  | / in Riesa – Poppitz – Heyda – Kobeln – in Wölkisch |
| S 88a  | (L 67 in Brandenburg) – Landesgrenze – Jacobsthal – Zeithain – Glaubitz – Nünchritz – S 40 – Leckwitz – Merschwitz – Neuseußlitz – Seußlitz – Diesbar – Nieschütz – Neumühle – Diera – in Bohnitzsch |
| S 89a  | (L 64 in Brandenburg) – Landesgrenze – Nieska – Heidehäuser – in Lichtensee |
| S 90a  | in Gröditz – Frauenhain – |
| S 91a  | – Paulsmühle – Kalkreuth – Bieberach – Freitelsdorf – Niederrödern – Oberrödern – S 100 in Radeburg |
| S 92a  | (L 57 in Brandenburg) – Landesgrenze – Wiednitz – Bernsdorf – – … – S 94 – Lieske – S 95 – Döbra – Schmerlitz – Rosenthal – S 97 |
| S 93a  | (L 58 in Brandenburg) – Landesgrenze – Grüngräbchen – Bulleritz – Schönbach – Liebenau – S 100 |
| S 94a  | in Bernsdorf – S 92 – Biehla – Kamenz – S 95 – S 97 – S 100 – S 105 – / |
| S 95a  | in Dörgenhausen – Keula – S 285 – Wittichenau – Oßling – S 92 – Milstrich – Schiedel – Zschornau – S 94 – Kamenz – S 100 – Gelenau – Bischheim – S 105 – Weißbach – Pulsnitz – S 104 – S 56 – – Leppersdorf – S 158 – S 177 – Radeberg – S 180 – in Dresden-Neustadt |
| S 96a  | S 80 in Berbisdorf – Bärnsdorf – S 58 – Volkersdorf – S 81 – Rähnitz – / |
| S 97a  | S 94 – Deutschbaselitz – Piskowitz – Rosenthal – S 92 – Zerna – S 101 – Caßlau – S 98 in Neschwitz |
| S 98a  | S 101 in Crostwitz – Jeßnitz – Puschwitz – Wetro – Neschwitz – S 97 – in Holscha |
| S 99a  | (L 55 in Brandenburg) – Landesgrenze – Blochwitz – Weißig am Raschütz – Brockwitz – in Quersa |
| S 100a | S 177 – Radeburg – S 91 – Tauscha-Anbau – Glauschnitz – Stenz – Königsbrück (– Abzweig zur ) – – S 104 – Koitzsch – Neukirch – Brauna – S 93 – Kamenz – S 95 – Thonberg – S 94 – Panschwitz-Kuckau – S 105 – Siebitz – S 101 – Lehndorf – Prischwitz – S 107 – Bloaschütz – S 106 |
| S 101a | S 111 – Schönbrunn – Taschendorf – Uhyst am Taucher – Siebitz – S 100 – Crostwitz – S 91 – Gränze – S 97 – Naußlitz – Eutrich – Königswartha – – Neudorf – Johnsdorf – Neuoppitz – Oppitz – Milkel – S 106 – Neusärchen – Särchen – Klix – Salga – S 109 |
| S 103a | (L 58 in Brandenburg) – Landesgrenze – in Lauta-Dorf |
| S 104a | S 100 – Reichenau – Reichenbach – S 105 – Oberlichtenau – Friedersdorf – S 95 in Pulsnitz |
| S 105a | S 104 in Reichenbach – Häslich – Bischheim – S 95 – Gersdorf – Boderitz – Elstra – S 102 – S 94 – Kriepitz – Jauer – S 100 in Panschwitz-Kuckau |
| S 106a | S 101 in Milkel – Lomske – Grünbusch – Merka – Luttowitz – S 107 – Neu-Bornitz – Lubachau – Kleinwelka – Cölln – Salzenforst – – S 100 – S 111 – S 119 |
| S 107a | S 120 in Gaußig – Seitschen – Göda – S 111 – Buscheritz – Jannowitz – S 100 – Dreikretscham – Loga – Milkwitz – Schwarzadler – Radibor – Luttowitz – S 106 – Quatitz – Jeschütz – in Niedergurig |
| S 108a | in Hoyerswerda – Riegel – Weißkollm – Lohsa – |
| S 109a | – Doberschütz – Pließkowitz – Malschwitz – S 101 – Brösa – Guttau – Kleinsaubernitz – S 110 – Dauban – S 55 – Leipgen – Steinölsa – Sproitz – S 121 in See |
| S 110a | S 109 in Kleinsaubernitz – Baruth – Brießnitz – Nechern – S 111 – Rodewitz – Pommritz – Hochkirch – Meschwitz – Rachlau – Döhlen – Pielitz – Mehlteuer – Binnewitz – in Ebendörfel |
| S 111a | / – Bischofswerda – S 101 – Kynitzsch – Wölkau – S 155 – Rothnaußlitz – Schwarzwasser – Göda – S 107 – Neu-Bloaschütz – Dreistern – S 106 – Stiebitz – S 119 – – Bautzen – Nadelwitz – Neupurschwitz – Wurschen – S 110 – Nechern – Zipskretscham – Niederkotitz – S 112 – Weißenberg – S 55 – S 112 – Rotkretscham – Neucunnewitz – S 122 – Reißaus – Schöps – – Reichenbach/O.L. – S 124 – Gersdorf – Schenkhäuser – Friedersdorf – Feldhäuser – Kunnerwitz – in Weinhübel         |
| S 112a | S 111 – Wasserkretscham – S 111 – Niederkotitz – Sarka-Anbau – – Krappe – Kittlitz – S 122 – in Löbau |
| S 114a | in Bautzen – Obergurig – Kleindobschütz – Berge – S 116 in Großpostwitz |
| S 115a | S 116 in Rodewitz/Spree – Bederwitz – Halbendorf – – Weigsdorf-Köblitz – Cunewalde – Kleindehsa – Großdehsa – Oelsa – Löbau – |
| S 116a | in Großpostwitz – S 114 – Rodewitz/Spree – S 115 – Kirschau – S 117 – Schirgiswalde – Sohland an der Spree – – Staatsgrenze – (2666 in Tschechien) |
| S 117a | S 119 in Neukirch/Lausitz – Tautewalde – Wilthen – S 118 – S 116 in Kirschau |
| S 118a | S 120 in Gaußig – Diehmen – S 119 – Dretschen – Arnsdorf – Irgersdorf – S 117 in Wilthen |
| S 119a | S 111 in Stiebitz – S 106 – S 120 – Weißnaußlitz – S 118 – Neudiehmen – Sandhübel – S 117 – in Neukirch/Lausitz |
| S 120a | S 119 – Drauschkowitz – Brösang – Gaußig – S 107 – Naundorf – Tröbigau – S 155 – in Putzkau – S 156 |
| S 121a | in Lieske – Ruhethal – Kaschel – Jahmen – Klitten – Kreba – S 153 – Neudorf – Mücka – Horscha – Moholz – See – S 109 – – Niesky – S 122 – Horka – Geheege – S 127 in Rothenburg/O.L. |
| S 122a | – Niesky – S 121 – – Jänkendorf – Baarsdorf – Nieder Seifersdorf – – S 124 – Melaune – S 111 – Reißaus – Kleinradmeritz – S 143 – Oppeln – S 112 in Kittlitz |
| S 123a | / in Krauschwitz – in Krauschwitz |
| S 124a | S 122 – Döbschütz – Dittmannsdorf – Biesig – – S 111 in Reichenbach/O.L. |
| S 125a | – Kunnersdorf – Ebersbach – Girbigsdorf – Holtendorf – Görlitz – Stadtbrücke (Görlitz) – Staatsgrenze – (Polen) |
| S 126a | (L 87 in Brandenburg) – Landesgrenze – Schleife – S 130 – Halbendorf – Weißwasser/O.L. – – S 157 – – S 127 |
| S 127a | (L 89 in Brandenburg) – Landesgrenze – Bad Muskau – B 115 – Krauschwitz – Sagar (Gestrichenes abgestuft zur K 8480) ( in Polen) – Staatsgrenze – Krauschwitz – S 126 – Sagar – Skerbersdorf – Pechern – Steinbach – Lodenau – Rothenburg/O.L. – S 121 – Nieder-Neundorf – Zentendorf – Deschka – |
| S 128a | S 139 in Spitzkunnersdorf – Niederoderwitz – Großhennersdorf – S 144 – Rennersdorf/O.L. – Bernstadt a. d. Eigen – S 129 – Altbernsdorf a. d. Eigen – Schönau-Berzdorf a. d. Eigen – Kiesdorf a. d. Eigen – Tauchritz – Hagenwerder – Staatsgrenze – ( in Polen) |
| S 129a | in Löbau – Bischdorf – S 143 – Kemnitz – Bernstadt a. d. Eigen – S 128 – Kiesdorf a. d. Eigen – in Ostritz |
| S 130a | – Burgneudorf – Neustadt/Spree – Mulkwitz – Rohne – Schleife – S 126 – Halbendorf – Groß Düben – Landesgrenze – (L 49 in Brandenburg) |
| S 131a | – Boxberg/O.L. – Kringelsdorf – Reichwalde – S 153 – Altliebel – Neuliebel – Nieder Prauske – in Rietschen |
| S 132a | – Eckartsberg – Zittau – S 146 – S 132a – – Eichgraben – S 133 – Lückendorf – Staatsgrenze – (270 in Tschechien) |
| S 132a | S 132 in Zittau – Staatsgrenze – (2364D in Polen) |
| S 133a | in Zittau – Olbersdorf – S 134 – Oybin – Lückendorf – S 132 |
| S 134a | Jonsdorf – Bahnhof Bertsdorf – S 138 – S 133 in Olbersdorf |
| S 135a | in Oberoderwitz – Neuspitzkunnersdorf – S 142 – Spitzkunnersdorf – S 139 – Großschönau – S 137 – S 136 in Waltersdorf |
| S 136a | S 135 in Waltersdorf – Saalendorf – Bertsdorf – S 138 – S 137 in Hörnitz |
| S 137a | (264 in Tschechien) – Staatsgrenze – Großschönau – S 135 – S 138 – Hörnitz – S 136 – in Zittau |
| S 138a | S 137 in Großschönau – Bertsdorf – S 136 – S 134 in Bahnhof Bertsdorf |
| S 139a | (26330 in Tschechien) – Staatsgrenze – Seifhennersdorf – S 141 – Spitzkunnersdorf – S 135 – S 128 – Mittelherwigsdorf – |
| S 140a | S 148 in Neugersdorf – S 141 in Seifhennersdorf |
| S 141a | S 142 in Leutersdorf – Seifhennersdorf – S 140 – S 139 – Staatsgrenze – (265 in Tschechien) |
| S 142a | S 148 in Neugersdorf – S 145 – Neueibau – Leutersdorf – S 141 – Josephsdorf – Spitzkunnersdorf – S 135 |
| S 143a | S 122 in Kleinradmeritz – Rosenhain – Wendisch-Cunnersdorf – Bischdorf – S 129 – Rosenbach – Herwigsdorf – |
| S 144a | in Oberoderwitz – Ninive – Ruppersdorf/O.L. – Herrnhut – Rennersdorf/O.L. – S 128 |
| S 145a | S 142 in Neueibau – in Eibau |
| S 146a | S 132 in Zittau – – Staatsgrenze – ( in Polen) |
| S 148a | – Kleinschweidnitz – Kottmarsdorf – Ebersbach – Neuwalde – S 140 – Staatsgrenze – ( in Tschechien) |
| S 151a | in Neusalza-Spremberg – Schönbach – Lawalde – S 152 – |
| S 152a | – Oppach – Gebirge – Beiersdorf – Lauba – S 151 in Lawalde |
| S 153a | S 131 in Reichwalde – S 121 in Kreba |
| S 154a | in Steinigtwolmsdorf – Langburkersdorf – S 156a – S 159 – S 154a – Sebnitz – S 165 – Lichtenhain – Mittelndorf – Altendorf – in Bad Schandau |
| S 154a | S 154 – Sebnitz – Staatsgrenze – (267 in Tschechien) |
| S 155a | S 111 in Wölkau – Demitz-Thumitz – Schmölln – S 120 |
| S 156a | – S 120 – Oberottendorf – Neustadt in Sachsen – S 156a – S 159 – S 165 |
| S 156a | S 156 in Neustadt in Sachsen – S 154 in Langburkersdorf |
| S 157a | S 126 in Weißwasser/O.L. – |
| S 158a | S 95/S 177 – Stadtrandsiedlung Am Taubenberg – Großröhrsdorf – Bretnig – S 56 – Hauswalde – Schaudorf – Rammenau – |
| S 159a | S 177 in Radeberg – Wallroda – Arnsdorf – Fischbach – Rennersdorf-Neudörfel – S 160 – Stolpen – S 164 – Langenwolmsdorf – S 161 – Neustadt in Sachsen – S 156 – Langburkersdorf – S 154 – Langburkersdorf, Abzweig Bergstraße – Abschnitt nicht befahrbar – Staatsgrenze – (266 in Tschechien) |
| S 160a | – Wilschdorf – S 159 in Rennersdorf-Neudörfel |
| S 161a | S 177 in Eschdorf – Dittersbach – Dürrröhrsdorf – Dobra – S 164 – Stürza – S 163 – Abschnitt, der zum Deutschlandring gehört – Abzweig vor Heeselicht – Heeselicht – S 159 |
| S 163a | S 161 – Abschnitt, der zum Deutschlandring gehört – Hohburkersdorf – Abschnitt, der zum Deutschlandring gehört – S 165 – Waltersdorf – Porschdorf – in Bad Schandau |
| S 164a | in Pirna – S 167 – Zatzschke – Doberzeit – Lohmen – S 165 – Dobra – S 161 – Stolpen – S 159 |
| S 165a | S 164 in Lohmen – S 166 – Rathewalde – S 163 – Abschnitt, der zum Deutschlandring gehört – Abzweig vor Hohnstein – Hohnstein – S 156 – Ehrenberg – Lohsdorf – Ulbersdorf – Hainersdorf – S 154 – Sebnitz – Hertigswalde – Saupsdorf – Hinterhermsdorf – Lichtenhainer Wasserfall – Mittelndorfer Mühle – Ostrauer Mühle – in Bad Schandau |
| S 167a | in Bühlau – Loschwitz – Wachwitz – Niederpoyritz – Pillnitz – Oberpoyritz – Graupa – S 177 – S 164 in Pirna |
| S 168a | in Pirna – Struppen – |
| S 169a | – Langenhennersdorf – Bielatal – S 171 – Cunnersdorf – Kleingießhübel – Krippen – in Bad Schandau |
| S 170a | Nentmannsdorf – – S 173 in Großcotta |
| S 171a | in Königstein (Sächsische Schweiz) – S 169 – Bielatal – Raum – Markersbach – Hellendorf – S 173 – S 174 in Bad Gottleuba |
| S 172a | in Dresden – – S 191 – S 183 – S 175 – Heidenau – S 178 – / in Pirna |
| S 173a | in Pirna – Zehista – S 176 – Großcotta – S 170 – Berggießhübel – S 174 – S 171 – Hellendorf – Rundteil – Staatsgrenze – (248 in Tschechien) |
| S 174a | in Pirna – Rottwerndorf – Neundorf – Langenhennersdorf – Zwiesel – Berggießhübel – S 173 –Bad Gottleuba – S 171 – Hartmannsbach – S 176 – Liebenau – S 178 in Lauenstein |
| S 175a | S 172 in Dresden – Neuborthen – vor Wittgensdorf |
| S 176a | S 173 in Zehista – K 8770 – Züschendorf – Nentmannsdorf Mühle – Seidewitztal – Liebstadt – Börnersdorf – – S 174 |
| S 177a | S 36 in Wilsdruff – Klipphausen – Sora – Röhrsdorf – Ullendorf – Riemsdorf – Meißen – S 83 – – S 82 – – S 80 – Bohnitzsch – Roitzschberg – Gröbern – Buschhaus – S 81 – Steinbach – Schönberghäuser – S 100 – Radeburg – S 80 (– Abzweig zur ) – Großdittmannsdorf – Medingen – Cunnersdorf – Ottendorf-Okrilla – Seifersdorf – Wachau – Radeberg – S 95 – S 158 – S 159 – S 181 – – Rossendorf – Dresden – S 161 – Wünschendorf – / in Pirna                                        |
| S 178a | S 172 in Heidenau – Dohna – S 178a – Weesenstein – Burkhardswalde – Mühlbach – Niederschlottwitz – Oberschlottwitz – Glashütte – S 190 – Bärenhecke – Bärenklau – Bärenstein – Lauenstein – S 174 – Wildpark Osterzgebirge (Hartmannmühle) – Geising – in Altenberg |
| S 178a | S 178 in Dohna – / |
| S 179a | S 80 in Moritzburg – S 81 – Reichenberg – Boxdorf – in Dresden-Neustadt |
| S 180a | S 59 in Klotzsche – Langebrück – Liegau – Lotzdorf – L 95 in Radeberg |
| S 181a | in Bühlau – Ullersdorf – Großerkmannsdorf – Radeberg – S 177 |
| S 182a | in Schmiedeberg – Dönschten – Falkenhain – Hirschsprung – Altenberg – Rehefeld – S 183 – S 184 |
| S 183a | S 172 in Dresden – Gombsen – Kreischa – S 36 – Lungkwitz – Reinhardtsgrimma – Niederfrauendorf – S 190 – Oberfrauendorf – Schmiedeberg – – Hochwasserschutzdamm Pöbelbach – Abschnitt bei Hochwasser nicht befahrbar – Niederpöbel – Oberpöbel – S 182 |
| S 184a | in Freiberg – Rosine – Weißenborn/Erzgeb. – S 209 – Süßenbach – Burkersdorf – S 208 – Frauenstein – S 189 – – Hermsdorf/Erzgebirge – S 185 – Neuhermsdorf – S 182 – Neu-Rehefeld – Staatsgrenze – (382 in Tschechien) |
| S 185a | in Bienenmühle – Rechenberg – Holzhau – Teichhaus – S 184 |
| S 186a | S 189 – Hartmannsdorf – in Neubau |
| S 187a | S 190 in Reichstädt – in Sadisdorf |
| S 188a | S 208 in Oberbobritzsch – S 189 in Friedersdorf |
| S 189a | S 194 in Grillenburg – Bahnhof Klingenberg – S 190 – Colmnitz – Pretzschendorf – Friedersdorf – S 188 – S 186 – Kleinbobritzsch – S 184 in Frauenstein |
| S 190a | in Freiberg – Hilbersdorf – Niederbobritzsch – S 208 – Colmnitz – Bahnhof Klingenberg – S 189 – Klingenberg – Obercunnersdorf – S 192 – Ruppendorf – Reichstädt – S 187 – Dippoldiswalde – Reinholdshain – Niederfrauendorf – S 183 – Luchau – S 178 in Glashütte |
| S 191a | in Bannewitz – in Dresden |
| S 192a | S 36 in Wilsdruff – Grumbach – Tharandt – S 194 – Edle Krone – Höckendorf – S 190 in Ruppendorf |
| S 193a | S 194 in Hainsberg – Eckersdorf – Rabenau – Karsdorf – |
| S 194a | in Dresden – Potschappel – S 36 – Döhlen – Deuben – Hainsberg – S 193 – Tharandt – S 192 – Kurort Hartha – Grillenburg – S 189 – in Naundorf |
| S 195a | in Siebenlehn – Reinsberg – Dittmannsdorf – S 196 – in Mohorn |
| S 196a | S 36 in Tanneberg – Neukirchen – Dittmannsdorf – S 195 – Krummenhennersdorf – Halsbrücke – S 197 – in Freiberg |
| S 197a | in Großschirma – Rothenfurth – S 196 in Halsbrücke |
| S 198a | – Schwarzkollm – in Neukollm |

## Liste der Staatsstraßen ab der S 200
Diese Liste ist unter Liste der Staatsstraßen in Sachsen ab der S 200 zu finden.